# サブマリンキャッチャー
『サブマリンキャッチャー』（Submarine Catcher）は、ユー・エス産業が2000年に開発・販売した水槽型のクレーンゲーム機。別名「伊勢エビキャッチャー」。

## 概要
本機の一番の特徴は、水を張った水槽に生きたロブスターを入れ、潜水艦に見立てたロブスターをクレーンで釣り上げるという点である。大抵は安価で触角が短いオーストラリア産ロブスターが使用されたが、店舗によってはイセエビも使われていた。中国やアメリカでは以前から類似する機種として『ロブスターキャッチャー』が発売されていた。
クレーンのツメは緑色のプラスチック製を使用している。獲得したロブスターは、自宅へ持ち帰り捌いて食べるというもので、一時期公式サイトで調理法が公開されていた事もある。
水槽の水は所謂擬似海水であり、この海水を作る際、水槽の水を入れ替える際にバケツを用意しなければならなかった上、24時間体制で電源を入れっぱなしにする必要があった。更には水を浄化させるバクテリアの繁殖に2～3ヶ月掛かった事から、店側にとっても非常に手間が掛かる筐体である。
導入当初、水槽にいる生き物をクレーンゲームの景品にするという企画だったため、少なからず話題となった。後に動物愛護団体「動物実験の廃止を求める会（JAVA）」から、動物虐待である上、食品衛生法にも問題があると抗議を受けた。これに対しユー・エス産業側は「食用のエビを捕獲させるものであるため、問題は無い」とする回答で反論し、こちらの面でも話題となった。これが影響したのか、登場後数か月で撤去する店舗もあった。販売台数も、約230台にとどまり、インカム（売上）も通常のクレーンゲームと差がなかったという。
筐体自体の販売は、すでに終了している。
この後、この企画に便乗してハムスターやミドリガメをクレーンゲームの景品にするケースが出現し、動物愛護の観点からも問題となった。
千葉県南房総市の「道の駅ちくら・潮風王国」で、中古筐体を使用した上でサザエを景品にしたものが稼働していたが、故障により2019年に撤去・廃棄処分された。2019年現在では、「インターワールド」戸田店（埼玉県戸田市）と伊勢崎店（群馬県伊勢崎市）で稼働が確認されている他、釧路フィッシャーマンズワーフMOOでも、毛ガニを景品としたものが稼働している。
ユー・エス産業は東京スポーツの取材に対して「今後は生き物を使ったゲームを作る予定もない。製作しても売れない」とコメントしている。